# 蘇啟誠
蘇啟誠（1957年8月1日—2018年9月14日），生於臺灣嘉義縣竹崎鄉，中華民國外交官，從事外交工作長達27年，2018年7月8日起接任臺北駐大阪經濟文化辦事處處長，同年9月14日被發現在日本自縊身亡，享壽61歲。

## 生平
蘇啟誠是東吳大學日本語文學系學士、中國文化大學日本語文學研究所碩士。他在1985年赴日本大阪大學日本語學研究科求學，於1988年4月取得碩士學位。
1991年起進入外交部任職。2007年擔任臺北駐日本經濟文化代表處代表秘書官。曾任亞東關係協會副秘書長、外交部亞東太平洋司副司長。2013年12月赴日本沖繩縣那霸市任職臺北駐日經濟文化代表處那霸分處處長。
2018年3月，蘇啟誠訪問石垣島，簡述臺灣人移民石垣島的歷史。在那霸服務期間，4年半內投書日本媒體達40篇文章，為台灣發聲，促進台灣與日本交流。2018年7月8日轉調至大阪服務。

## 自殺身亡
2018年燕子颱風侵襲日本，9月4日帶來強風豪雨，導致填海建造的關西國際機場嚴重淹水，加上機場連結陸地的聯絡橋梁被颱風強風吹來的大型油輪撞斷，無法通行，因此關西機場彷如海上孤島，受困在關西機場航廈的旅客約有3,000人，其中包含台灣旅客與1,000名左右的中國大陸旅客。當天關西機場自己決定要派車輸運旅客，並拒絕中華人民共和國駐大阪領事館提出想要派巴士進入機場，一律由關西機場安排巴士送旅客到機場外面的中轉站。
9月5日清晨6時30分起，關西機場用運船和巴士陸續將各國旅客載離機場，有部分旅客被高速船載到神戶港，並將中國大陸的旅客載往指定的中轉站，即泉佐野市內購物中心的停車場，並通知中華人民共和國駐大阪領事館派車至泉佐野市接駁中國大陸旅客。
9月5日，中國大陸微博「洪水猛獸baby」帳號，發布中華人民共和國派巴士前往關西機場營救中國大陸旅客的相關留言和假影片，接下來的半小時之內，其他的微博帳號跟進，並進而捏造台灣人要上車的假新聞，最後再由內容農場「觀察者網」做成新聞。9月6日台灣新聞爆發，而第一個在PTT發文的是「青山」，一個中國大陸的攝影記者。
9月6日台北大學游姓學生所持有的帳號「GuRuGuRu」於PTT發文聲稱當時關西機場沒水沒電，是中國大陸派了15輛大車才讓他上車脫困，而他打電話到大阪辦事處卻得到冷處理。其他台灣媒體大量跟進。
當時有網友質疑駐日代表謝長廷的處理，但PTT上暱稱為「idcc」的網友9月6日貼文，指謝長廷根本管不了大阪辦事處，整起事件應由大阪辦事處負責。後來檢警發現楊蕙如之帳號「slow」與該帳號所用IP相同。楊蕙如又以每人每月1萬元為薪水，透過LINE群「高雄組」下指令給下線蔡男等人，再由下線將消息放到別的LINE群、社團PTT等特定社群，影響輿論風向。媒體未經查證即報導這則假新聞，風波延燒下，大阪辦事處成為眾矢之的。9月7日，台灣出現了在野黨議員意欲究責的聲浪。
2018年9月14日，駐日代表謝長廷預開關西機場事件檢討會，蘇啟誠未前往上班開會，於是辦事處的秘書到位於大阪府豐中市新千里南町的處長官邸找人，發現他已上吊輕生。大阪府警方獲報後前往其住宅封鎖搜查，找到了遺書，遺書中吐露處理國人滯留關西機場，遭受嚴厲批評而感到痛苦。

## 身後
事後查證證明，中華人民共和國使館當天並未派車進入關西機場內，而是在派車至機場外的泉佐野市內購物中心的停車場，迎接關西機場送出的中國大陸旅客。在台灣外交官蘇啟誠死後，警方找到了持有「GuRuGuRu」帳號的台北大學游姓學生，法院判決其無罪不罰，後一潘姓女子表示該帳號為自己所用，而非遊姓大學生。後來政府通過修法，加重對於散播假消息的刑罰，最高處無期徒刑。
2018年12月20日，蘇啟誠的遺孀接受電視台專訪，並在蘇啟誠逝世將滿百日時發表公開聲明，表示只有家屬看過遺書的內容，其中並未直接提及假新聞造成之壓力，而是在完成上級交代之檢討報書後，開會之前一天，表明「不想受到羞辱」的遺言、不願因莫須有的罪責，受到懲處調職記過，以死明志。同時表示部分政治人物、媒體有不當批評及恣意誤導模糊事實真相，損及蘇啟誠的名譽。
2019年3月4日，日本NHK於新聞節目《今日焦點》（クローズアップ現代）對此事件做出專題報導。
2019年12月2日，檢方起訴在PTT為駐日代表謝長廷辯駁而間接造成蘇啟誠之死的楊蕙如與蔡姓男子，2022年2月24日兩人依侮辱公務員執行之職務罪各判5月徒刑，均得易科罰金15萬元定讞。

## 榮譽
沖繩縣宜野灣扶輪社名譽會員。

## 外部連結
- YouTube上的NHK【假新聞奪去外交官的生命】
- YouTube上的假新聞害死外交官？！NHK紀錄片探討！（公共電視 - 有話好說）